# Bob Wilson
Pour les articles homonymes, voir Robert Wilson et Wilson.
Robert Wilson, dit Bob Wilson, né le 4 octobre 1941 à Waco (Texas) et mort le 31 juillet 2025 à Water Mill (État de New York), est un metteur en scène, dramaturge de théâtre expérimental et plasticien américain. 
Son travail plastique transparait dans ses créations scéniques par ses scénographies et ses éclairages. Il a également travaillé comme chorégraphe, performeur, peintre, sculpteur, vidéaste et concepteur de son et d'éclairage.
Dès la fin des années 1960, il est reconnu comme un des chefs de file du théâtre d’avant-garde new-yorkais. Il a été décrit par The New York Times comme « l'artiste de théâtre d'avant-garde [d'Amérique], voire du monde » et a été présent sur toutes les grandes scènes lyriques et théâtrales mondiales.
Il crée en 1970 Le Regard du sourd qui le rend célèbre dans le monde entier, puis, en 1976, l'opéra Einstein on the Beach, en collaboration avec Philip Glass et Lucinda Childs ; il est encore connu pour ses fréquentes collaborations avec Tom Waits. En 1991, il crée le Watermill Center, « un laboratoire de performance » dans l'East End de Long Island, à New York, travaillant régulièrement avec des compagnies d'opéra et de théâtre, ainsi qu'avec des festivals culturels. 
Il a collaboré avec des artistes aussi divers que Philip Glass, Isabelle Huppert, Marina Abramović, Michel Piccoli, Willem Dafoe, Anohni, Mikhaïl Barychnikov, Ariel Garcia-Valdès ou encore Madeleine Renaud.

## Biographie

### Jeunesse et formation
Bob Wilson nait à Waco au Texas, où il grandit, fils de Loree Velma (née Hamilton) et de DM Wilson, avocat. Il a une jeunesse difficile en tant qu'enfant gay dans une famille conservatrice : « Quand j'étais enfant, c'était un péché d'aller au théâtre. C'était un péché si une femme portait un pantalon. Il y avait une boîte à prière à l'école, et si vous voyiez quelqu'un pécher, vous pouviez mettre son nom dans la boîte à prière, et le vendredi, tout le monde priait pour les personnes dont les noms figuraient dans la boîte à prière. » Il bégaie et est emmené chez un professeur de danse local appelé Bird "Baby" Hoffman, qui l'aide à surmonter son bégaiement. Après avoir fréquenté les écoles locales, il étudie l'administration des affaires à l'université du Texas à Austin de 1959 à 1962.
Il déménage à Brooklyn, New York, en 1963 pour changer de domaine et étudier l'art et l'architecture. Il fuit son père qui se montre hostile à son homosexualité et suit des cours à la Pratt Institute. Il se rend en Arizona pour étudier l'architecture avec Paolo Soleri dans son complexe du désert;
Il est attiré par le travail des chorégraphes pionniers George Balanchine, Merce Cunningham et Martha Graham, entre autres. Il s'engage dans un travail de thérapie par le théâtre avec des enfants handicapés et atteints de lésions cérébrales à New York. Il obtient un Bachelor of Fine Arts (BFA) en architecture de l'Institut Pratt en 1965. Il dirige un « ballet pour patients aux poumons d'acier où les participants déplaçaient une banderole fluorescente avec leur bouche pendant que le concierge dansait habillé en Miss America ». Durant cette période, il suit également les conférences de Sibyl Moholy-Nagy (veuve de László Moholy-Nagy ) et étudie la peinture avec l'artiste George McNeil.

### Carrière

#### Théâtre
Bob Wilson rencontre en 1966 Andy de Groat au Bleecker Street Cinema dans Greenwich Village où ce dernier travaille à mi-temps pour payer ses études de peinture. Cette rencontre majeure, tant sur le plan personnel – il partagera sa vie de nombreuses années avec Andy de Groat –, que professionnel, pousse les deux artistes à créer des spectacles théâtraux et dansés ; Wilson s'occupant de la partie théâtrale et de Groat de la danse et des chorégraphies. Ensemble, ils créent leurs premiers spectacles à New York : The King of Spain, The Life and Times of Sigmund Freud. 
En 1968, Bob Wilson fonde une compagnie de performances expérimentales, la Byrd Hoffman School of Byrds (du nom du professeur qui l'a aidé à gérer un bégaiement alors qu'il était adolescent). Avec cette compagnie, il réalise ses premières œuvres majeures, à commencer parThe King of Spain Le Roi d'Espagne et The Life and Times of Sigmund Freud en 1969. Il commence à travailler pour l'opéra au début des années 1970, en créant Einstein on the Beach avec le compositeur Philip Glass et la chorégraphe Lucinda Childs. Ce travail vaut aux artistes une renommée mondiale. À la suite d'Einstein, Wilson travaille de plus en plus avec les principaux théâtres et opéras européens. 
En 1970, Bob Wilson et un groupe de collaborateurs, dont Andy de Groat et la danseuse et actrice Sheryl Sutton, conçoivent « l'opéra muet » Deafman Glance à Iowa City, où il est créé au Center for New Performing Arts le 15 décembre. Le casting de la première production de Deafman Glance comprend Raymond Andrews et Ana Mendieta. Le spectacle est ensuite présenté au Festival de Nancy en France et à la Brooklyn Academy of Music. Il est ensuite produit à Paris, défendu par le styliste Pierre Cardin. Le poète surréaliste Louis Aragon l'adore et publie en 1970 une lettre au poète surréaliste André Breton (décédé en 1966), dans laquelle il loue Wilson et le revendique comme son héritier « surréaliste »,,. En 1975, Wilson dissout la Byrd Hoffman School of Byrds et commence à faire appel à des acteurs professionnels.
En 1983-1984, Bob Wilson imagine un spectacle pour les Jeux olympiques d'été de 1984, The CIVIL warS : A Tree Is Best Measured When It Is Down ; l'œuvre complète devait durer 12 heures, en 6 parties. La production n'est que partiellement achevée ; le spectacle dans son intégralité est annulé par l'Olympic Arts Festival, faute de moyens financiers. En 1986, le jury du prix Pulitzer sélectionne à l'unanimité The CIVIL warS pour le prix dramatique, mais le conseil de surveillance rejette ce choix et ne décerne aucun prix dramatique cette année-là.
En 1990, Bob Wilson crée quatre nouvelles productions dans quatre villes différentes d'Allemagne de l'Ouest : Le Roi Lear de William Shakespeare à Francfort-sur-le-Main, Le Chant du cygne d'Anton Tchekhov à Munich, une adaptation d'Orlando de Virginia Woolf à Berlin-Ouest et The Black Rider: The Casting of the Magic Bullets une collaboration de Wilson, Tom Waits et William S. Burroughs, à Hambourg.
En 1997, il reçoit le Vème Prix Europe pour le théâtre.
En 1998, il met en scène Le Songe (Strindberg) au Stockholms Stadsteater, en Suède. Il est ensuite la tête d'affiche des festivals de Recklinghausen, Nice, Perth, Bonn, Moscou, New York et Londres,.
En 2010, il travaille sur une nouvelle comédie musicale avec le compositeur (et collaborateur de longue date) Tom Waits et le dramaturge irlandais Martin McDonagh. Sa production théâtrale de Lecture on Nothing de John Cage, commandée pour une célébration du centenaire de Cage à la Ruhrtriennale 201 a sa première aux États-Unis au Royce Hall, UCLA, par le Center for the Art of Performance. Il produit Lectures on Nothing lors de sa première australienne au festival Supersense 2019 au Arts Centre Melbourne.

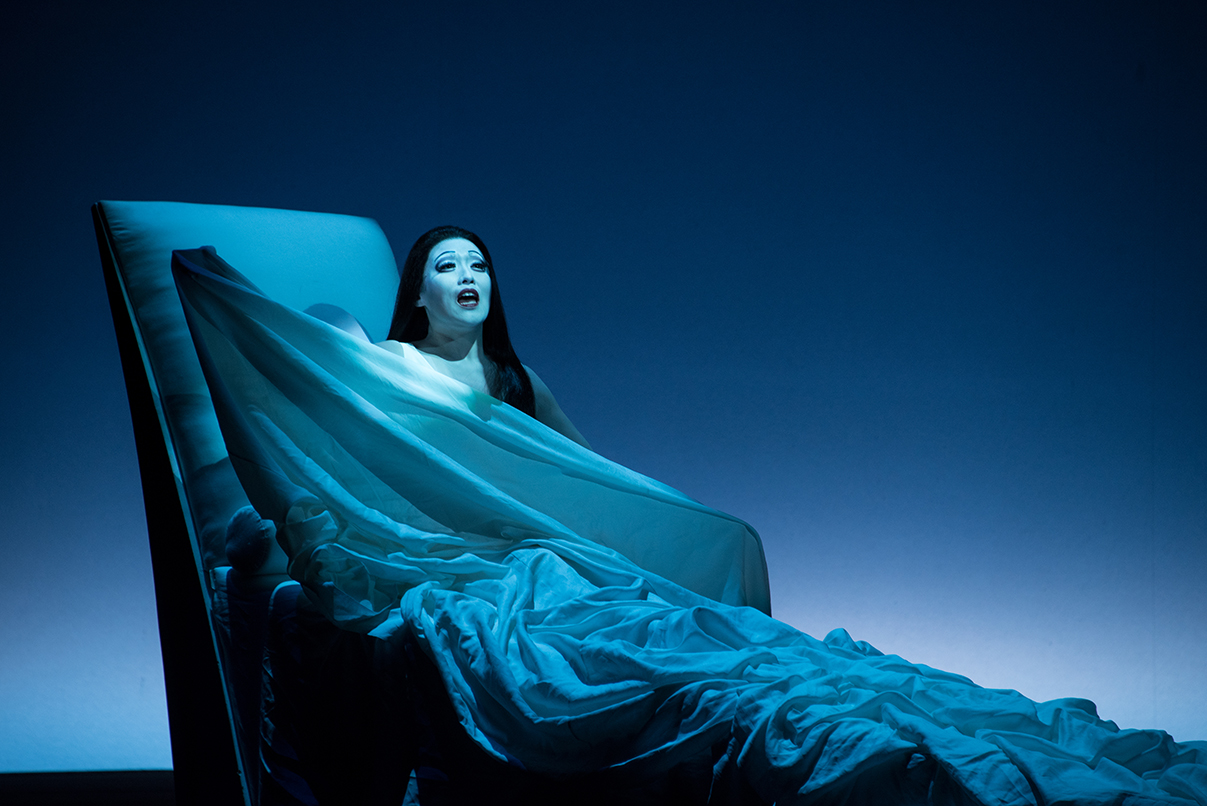
Violetta se meurt, La traviata, mise en scène par Robert Wilson, Linz 2015
Photographie: Christian Michelides

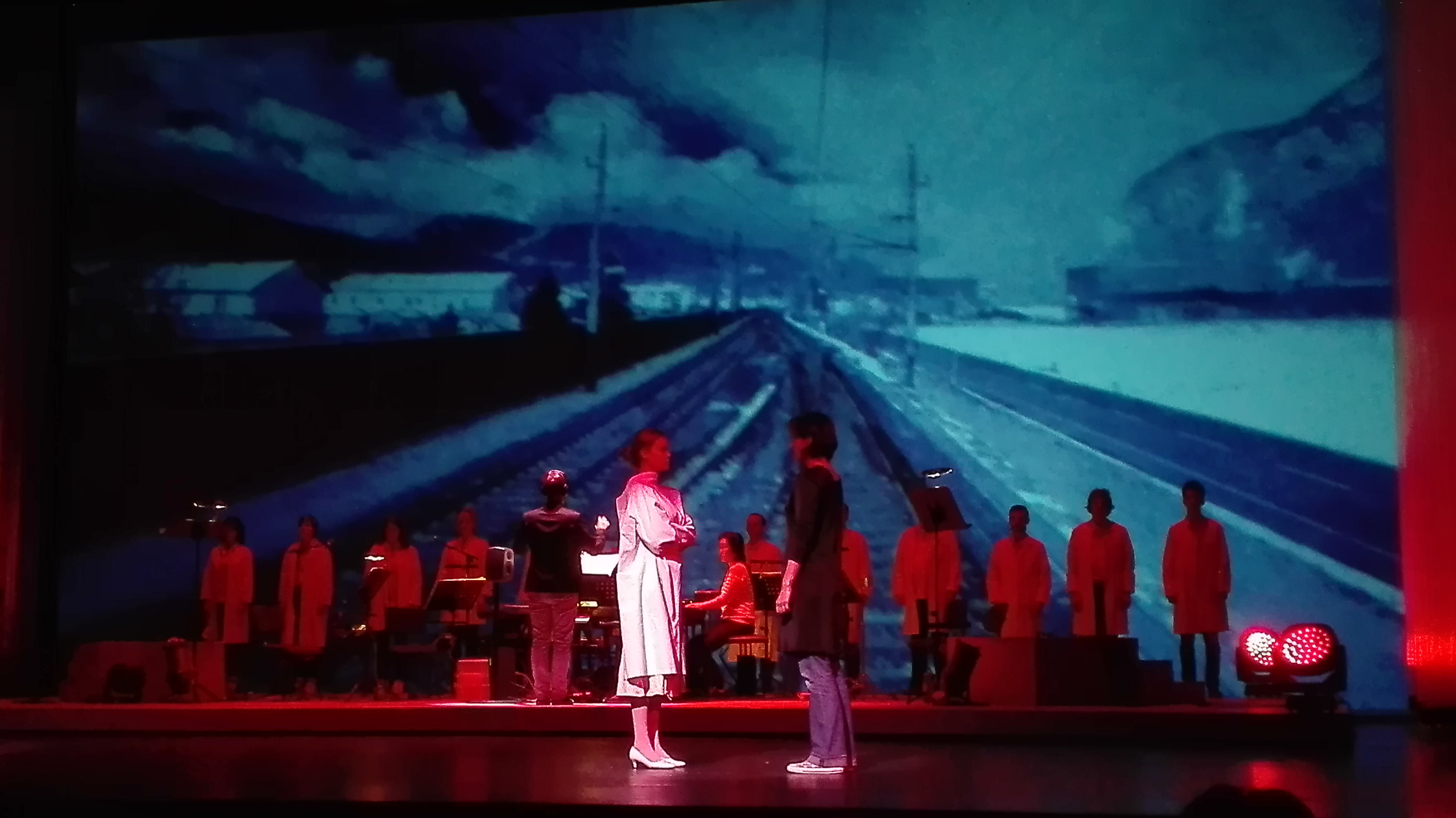
Scène d'une répétition dEinstein on the Beach, Dortmund 2017

En 2013, en collaboration avec Mikhaïl Barychnikov et Willem Dafoe, il réalise The Old Woman, une adaptation de l'œuvre de l'auteur russe Daniil Harms. La pièce est produite au MIF13, le Festival international de Manchester. Il écrit que lui et Baryshnikov ont discuté pendant des années de la création d'une pièce ensemble, peut-être basée sur un texte russe. Le spectacle final comprend de la danse, de la lumière, du chant et un monologue bilingue.
Depuis 1999, Bob Wilson a créé neuf œuvres théâtrales à Berlin. En revanche, en 2013, sa dernière production aux États-Unis remonte à 21 ans.
À partir de 2010, il continue à des reprises de ses productions les plus célèbres, notamment The Black Rider à Londres, San Francisco, Sydney et Los Angeles ; La Tentation de saint Antoine à New York et Barcelone ; Erwartung à Berlin ; Madame Butterfly au Théâtre Bolchoï de Moscou ; et L'Anneau du Nibelung de Richard Wagner au Théâtre du Châtelet à Paris.
Il met également en scène tous les opéras de Monteverdi pour La Scala de Milan et l'Opéra Garnier de Paris.
En 2021, il réalise une reprise de La Tempête (Shakespeare) au Théâtre national Ivan-Vazov de Sofia, en Bulgarie.
En 2022, il met en scène Ubu roi, une représentation théâtrale créée au musée Es Baluard de Palma.
Il fait de nombreuses mises en scène dans les opéras les plus prestigieux tel que le Metropolitan Opera, la Scala, l'Opéra Bastille. Il signe généralement lui-même les décors et les lumières de ses spectacles. 
En 2023, il reçoit le prix Praemium Imperiale.

#### Arts visuels et design

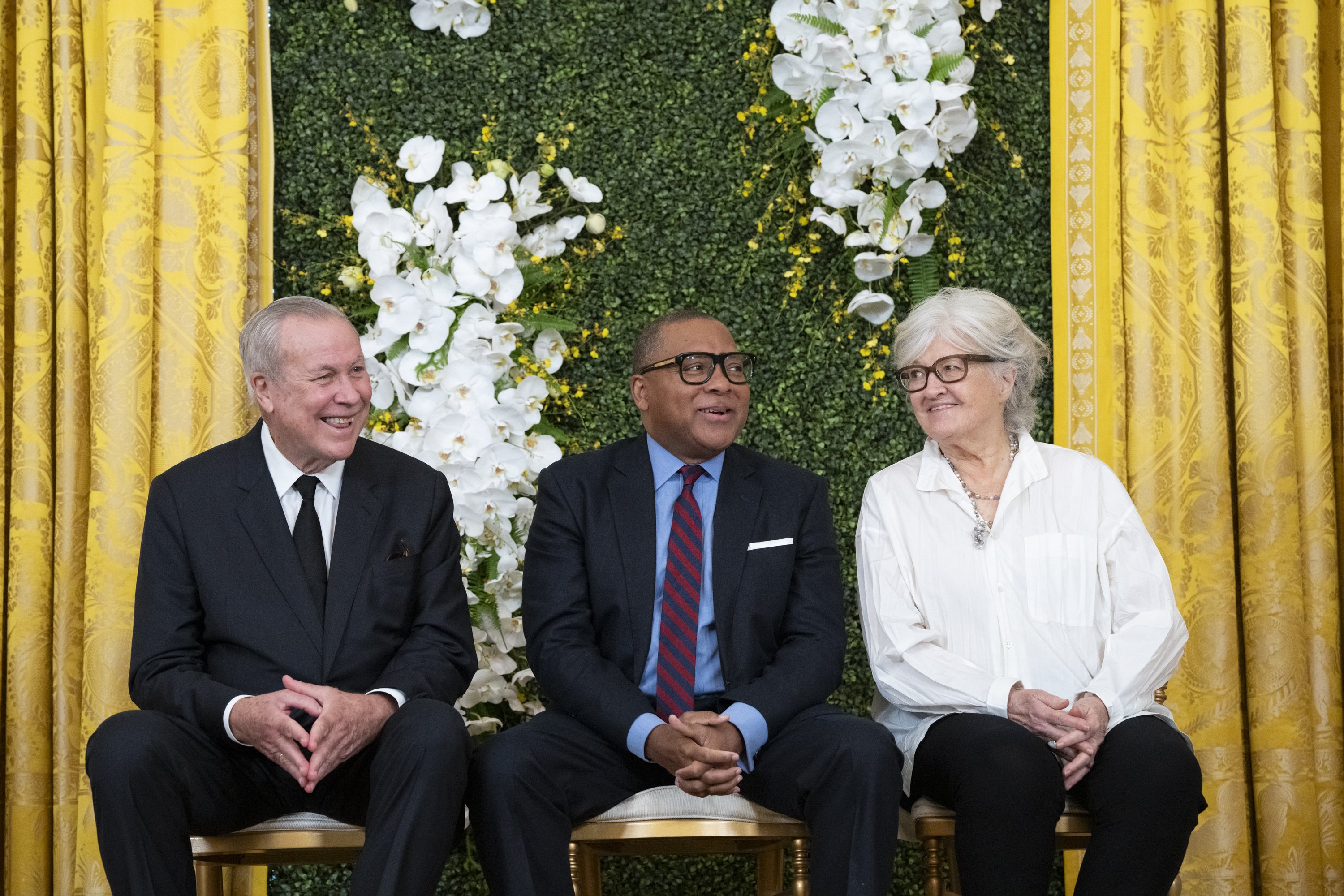
Les lauréats du Praemium Imperiale, Robert Wilson, à gauche, Wynton Marsalis et Vija Celmins lors d'une cérémonie pour les lauréats de la Subvention aux jeunes artistes le 12 septembre 2023, dans l'East Room de la Maison-Blanche.

En plus de son travail pour la scène, Bob Wilson a créé des sculptures, des dessins et des meubles. Exposés en décembre 1976 à la Paula Cooper Gallery, ses storyboards sont décrits par un critique comme « un art en série, équivalent au tempo au ralenti du style théâtral [de Wilson], raffiné, redéfini, déplacé dans diverses positions ». Il remporte le Lion d'or à la Biennale de Venise de 1993 pour une installation sculpturale[réf. nécessaire].
En 2004, Ali Hossaini propose à Wilson une résidence à la chaîne de télévision LAB HD. Depuis lors, Bob Wilson, avec la productrice Esther Gordon et plus tard avec Matthew Shattuck, produit des dizaines de vidéos haute définition connues sous le nom de Voom Portraits. Les collaborateurs de ce projet bien accueilli comprennent le compositeur Michael Galasso, le regretté artiste et designer Eugene Tsai, le créateur de mode Kevin Santos et le concepteur d'éclairage Urs Schönebaum. En plus des sujets célèbres, les modèles incluent des membres de la royauté, des animaux, des lauréats du prix Nobel et des clochards.
En 2011, il conçoit un parc d'art dédié au designer finlandais Tapio Wirkkala (1915-1985), situé dans le quartier Arabianranta d'Helsinki. Ses plans pour le parc rectangulaire comportent une place centrale divisée en neuf champs de taille égale séparés par des buissons. Chaque champ comporte des objets liés à la maison. Par exemple, une unité est constituée d'une petite cheminée entourée de pierres qui servent de sièges. Le parc est éclairé par de grandes lampes de type caisson lumineux encastrées dans le sol et par des lampes plus petites inspirées des réverbères ordinaires.
En 2013, la chanteuse pop américaine Lady Gaga annonce qu'elle collabore avec Bob Wilson dans le cadre de son projet Artpop. Bob Wilson conçoit ensuite le décor de son spectacle aux MTV Video Music Awards 2013. Il suggère également que Lady Gaga pose pour ses portraits Voom. Sachant qu'il a une prochaine résidence en tant que conservateur invité au musée du Louvre, il choisit des thèmes de la collection du musée, tous traitant de la mort. Ils tournent les vidéos dans un studio londonien pendant trois jours, Lady Gaga restant debout pendant 14 ou 15 heures d'affilée. Baptisée Living Rooms, l'exposition qui en résulte comprend deux œuvres vidéo : l'une inspirée de La Mort de Marat de Jacques-Louis David, accrochée dans les galeries de peinture du musée, et une autre dans laquelle Lady Gaga donne vie à un tableau d'Ingres. Bob Wilson anime et participe à une série de spectacles, de conversations, de projections de films et de discussions dans l'auditorium du Louvre. La pièce maîtresse de la résidence est une salle remplie d'objets de la collection personnelle de l'artiste à New York, parmi lesquels des masques africains, une chaise Shaker, des céramiques chinoises anciennes, des chaussures portées par Marlene Dietrich et une photo de Wilson et Glass prise au début des années 1980 par Robert Mapplethorpe.

### Vie privée

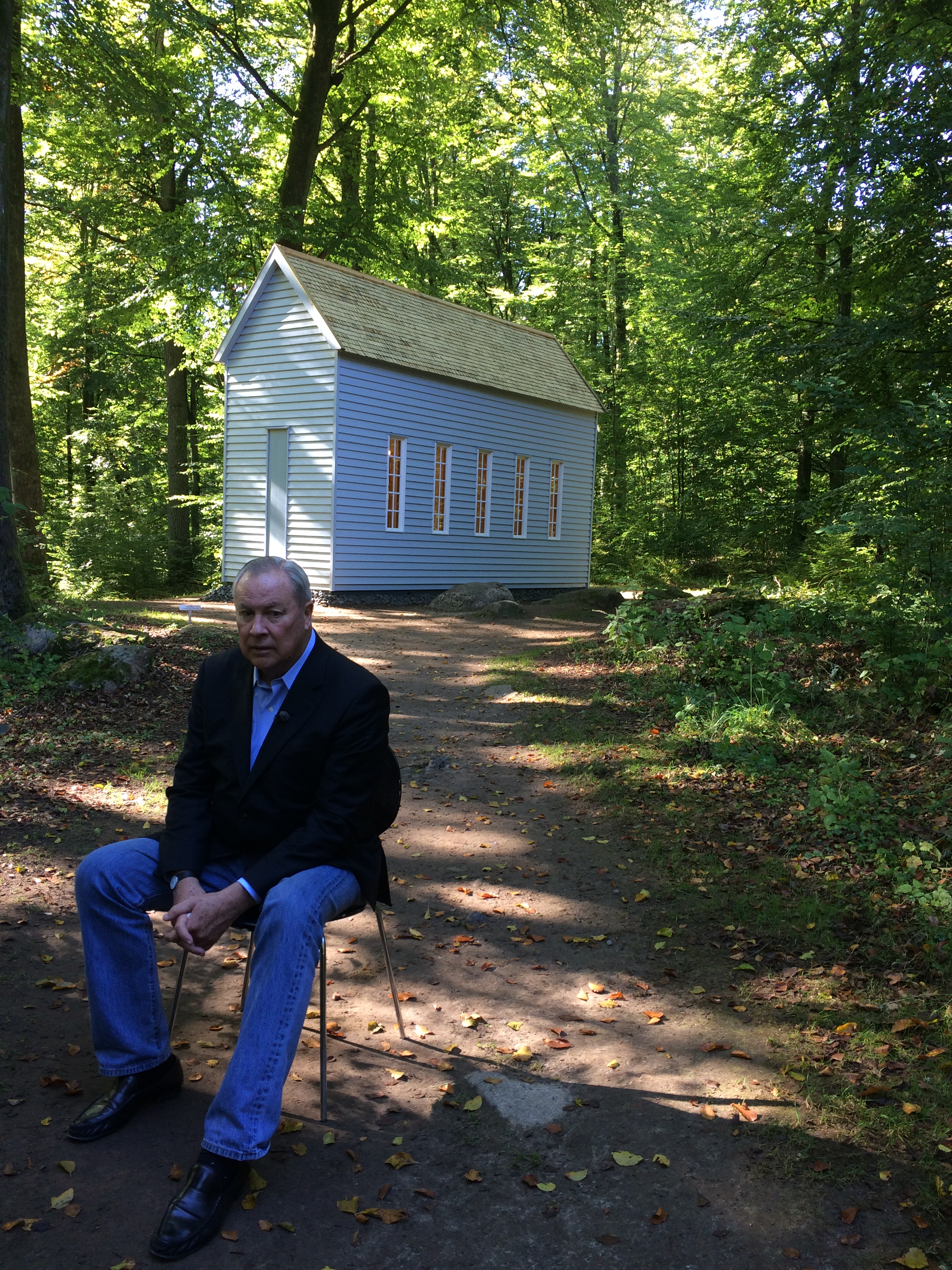
Bob Wilson devant une de ses réalisations : « A House for Edwin Denby » en 2014.

Bob Wilson résidait au Watermill Center de Long Island. Dès 2000, il estime qu'il « passe 10 jours par an dans son appartement de New York ». Pendant de nombreuses années, il a eu une relation amoureuse avec Andy de Groat, danseur et chorégraphe américain installé en France, avec qui il a collaboré dans les années 1970.

### Mort
Bob Wilson meurt à l'âge de 83 ans le 31 juillet 2025 à Water Mill des suites d'un cancer qui lui a été diagnostiqué quelques mois auparavant.

## Style
Bob Wilson est connu pour repousser les limites du théâtre. Ses œuvres se distinguent par leur style austère, leurs mouvements très lents et leur échelle souvent extrême dans l'espace ou dans le temps. The Life and Times of Joseph Staline dure 12 heures, tandis que KA MOUNTain and GUARDenia Terrace a été mis en scène au sommet d'une montagne en Iran et dure sept jours.[réf. nécessaire].

### Langage
Bob Wilson se sent à l’aise pour maîtriser de différentes manières le langage, l’un des éléments les plus importants du théâtre. L'impact de Wilson sur ce seul aspect du théâtre est immense. Arthur Holmberg, professeur de théâtre à l'université Brandeis, affirme que « au théâtre, personne n'a dramatisé la crise du langage avec autant de génie féroce que Robert Wilson ». Bob Wilson montre clairement dans son travail que le quoi et le pourquoi du langage sont terriblement importants et ne peuvent être négligés. Tom Waits, auteur-compositeur reconnu et collaborateur de Wilson, déclare ceci à propos de la relation unique de Wilson avec les mots : « Je sais que c’est l’enfer de séparer le texte et le mouvement et de maintenir deux rythmes différents. Il faut du temps pour s’entraîner à garder la langue et le corps travaillant l’un contre l’autre. Mais les choses arrivent avec le corps qui n’ont rien à voir avec ce que nous disons. C’est plus intéressant si l’esprit et le corps sont à deux endroits différents, occupant des zones de réalité différentes. »
Bob Wilson montre l'importance du langage à travers toutes ses œuvres et de différentes manières. Il attribue sa lecture du travail de Gertrude Stein et l'écoute de ses enregistrements de « changer [sa] façon de penser pour toujours. Il dirige trois des œuvres de Gertrude Stein dans les années 1990 : Doctor Faustus Lights the Lights (1992), Four Saints in Three Acts (1996), and Saints and Singing (1998). 
Il considère le langage et, jusqu'à ses ingrédients mêmes, les mots, comme une sorte d'« artefact social ». Non seulement la langue change avec le temps, mais elle change aussi avec les personnes et avec la culture. En utilisant son expérience de travail avec des enfants handicapés mentaux et en faisant appel à la collaboration de Christopher Knowles, un poète autiste renommé, il permet d'attaquer le langage sous de nombreux angles. Il adopte cela en « juxtaposant souvent les niveaux de diction – l'opulence miltonienne et le langage contemporain, la poésie enfantine et les cris pré-verbaux » dans le but de montrer à son public à quel point le langage est insaisissable et à quel point il peut être en constante évolution». Montrer visuellement les mots est une autre méthode utilisée par Wilson pour montrer la beauté du langage. Souvent, ses décors, couvertures de programmes et affiches sont graffités de mots. Cela permet au public de regarder le « langage lui-même » plutôt que « les objets et les significations auxquels il fait référence »». 
L'absence de langage est également essentielle dans le travail de Wilson. De la même manière qu'un artiste utilise l'espace positif et négatif, Wilson utilise le bruit et le silence. En travaillant sur une production du Roi Lear, Wilson décrit par inadvertance sa nécessité de garder le silence : « La façon dont les acteurs sont formés ici est erronée. Ils ne pensent qu’à interpréter un texte. Ils s’inquiètent de savoir comment parler et ne savent rien de leur corps. On le voit dans leur façon de marcher. Ils ne comprennent pas le poids d’un geste dans l’espace. Un bon acteur peut commander un public en bougeant un doigt.» »
Cet accent mis sur le silence est pleinement exploré dans certaines de ses œuvres. Deafman Glance est une pièce sans paroles, et son adaptation de la pièce Quartet de Heiner Müller contient un prologue sans paroles de quinze minutes. Holmberg décrit ces travaux en déclarant : « La langue fait beaucoup de choses et elle les fait bien. Mais nous avons tendance à fermer les yeux sur ce que la langue ne fait pas bien. Malgré l’arrogance des mots – ils gouvernent le théâtre traditionnel d’une main de fer – toutes les expériences ne peuvent pas être traduites en un code linguistique.» »
Le célèbre dramaturge du XXe siècle Eugène Ionesco, déclare que Wilson « surpassait Beckett » parce que « le silence [de Wilson] est un silence qui parle ». Ce silence sur scène peut être déconcertant pour le public, mais il sert à montrer à quel point le langage est important par son absence. C'est ainsi que Wilson répond à sa propre question : « Pourquoi personne ne regarde ? Pourquoi personne ne sait comment regarder ? Pourquoi personne ne voit rien sur scène ? »
Une autre technique utilisée par Wilson est celle de ce que les mots peuvent signifier pour un personnage particulier. Sa pièce I was sitting on my patio this guy appeared I thought I was hallucinating ne met en scène que deux personnages, qui livrent tous deux le même monologue de flux de conscience. Dans la première production de la pièce, un personnage était « distant, froid, [et] précis » tandis que l'autre « apportait une comédie loufoque… chaleur et couleur… ludique ». Les différentes accentuations et reprises ont apporté au monologue deux significations différentes ; « Le public avait du mal à croire qu'il entendait deux fois le même monologue. » Plutôt que de dire à son auditoire ce que les mots sont censés signifier, il les ouvre à l'interprétation, présentant l'idée que « les significations ne sont pas liées aux mots comme les chevaux aux poteaux d'attelage ».

### Mouvement
Le mouvement est un élément clé dans le travail de Bob Wilson. En tant que danseur, il voit l’importance de la façon dont un acteur se déplace sur scène et connaît le poids que porte le mouvement. En parlant de son interprétation sa « pièce sans paroles » Quand nous nous réveillerons d'entre les morts d'Henrik Ibsen, il dit : « Je conçois le mouvement avant que nous travaillions sur le texte. Plus tard, nous mettrons le texte et le mouvement ensemble. Je fais le mouvement d’abord pour m’assurer qu’il est assez fort pour se tenir sur ses deux pieds sans mots. Le mouvement doit avoir un rythme et une structure qui lui sont propres. Il ne doit pas suivre le texte. Il peut renforcer un texte sans l’illustrer. Ce que vous entendez et ce que vous voyez sont deux couches différentes. Lorsque vous les assemblez, vous créez une autre texture. »
En mettant autant l'accent sur le mouvement, Wilson adapte même ses castings en fonction de sa nécessité. Lors de ceux-ci, « il réalise souvent une séquence élaborée de mouvements » et « demande à l'acteur de la répéter ». Thomas Derrah, acteur de The CIVIL warS, trouve le processus d'audition déroutant : « Quand je suis entré, [Wilson] m'a demandé de traverser la pièce en comptant jusqu'à 31, de m'asseoir en comptant jusqu'à 7, de poser mon main sur mon front en comptant jusqu'à 59. J'ai été mystifié par tout le processus ». Pour renforcer davantage l'importance du mouvement dans les œuvres de Wilson, Seth Goldstein, un autre acteur de The CIVIL warS, déclare : « Chaque mouvement depuis le moment où j'ai marché sur la scène jusqu'à mon départ a été chorégraphié à la seconde près. Pendant la scène à table, tout ce que j'ai fait, c'était compter les mouvements. Tout ce à quoi je pensais, c'était le moment. »
Quand vient le temps d’ajouter du texte au mouvement, il reste encore beaucoup de travail. Bob Wilson accorde une attention particulière au texte et veille toujours à ce qu'il y ait suffisamment « d'espace autour d'un texte » pour que le public puisse s'en imprégner. À ce stade, les acteurs connaissent leurs mouvements et le moment où ils sont exécutés, ce qui permet à Bob Wilson de regrouper les actions sur des morceaux de texte spécifiques. Son objectif global est de faire en sorte que le rythme du texte diffère de celui du mouvement afin que son public puisse les voir comme deux pièces complètement différentes, chacune telle qu'elle est. Lorsqu'il est dans la phase de texte/mouvement, il interrompt souvent la répétition en disant des choses comme « Quelque chose ne va pas. Nous devons vérifier vos scripts pour voir si vous mettez les chiffres au bon endroit. » Il poursuit en expliquant l'importance de cela : « Je sais que c’est l’enfer de séparer le texte et le mouvement et de maintenir deux rythmes différents. Il faut du temps pour s’entraîner à garder la langue et le corps travaillant l’un contre l’autre. Mais les choses arrivent avec le corps qui n’ont rien à voir avec ce que nous disons. C’est plus intéressant si l’esprit et le corps sont à deux endroits différents, occupant des zones de réalité différentes. »
Ces rythmes maintiennent l’esprit en alerte, prenant consciemment et inconsciemment en compte la signification du mouvement et la façon dont il s’accorde avec le langage.
Bob Wilson voit également l'importance que peut avoir l'absence de mouvement, tout comme l'absence de langage. Dans sa production de Médée (Euripide), il conçoit une scène dans laquelle la chanteuse principale reste immobile pendant tout son air tandis que de nombreuses autres personnes se déplacent autour d'elle. Il se souvient qu' « elle se plaignait que si je ne lui faisais faire aucun mouvement, personne ne la remarquerait. Je lui ai dit que si elle savait se tenir debout, tout le monde la regarderait. Je lui ai dit de se tenir debout comme une statue de marbre représentant une déesse qui se tenait au même endroit depuis mille ans ». Permettre à un acteur d'avoir une telle présence sur scène sans jamais dire un mot est très provocateur ; c'est précisément ce que Wilson entend accomplir avec tout sens du mouvement qu'il met sur scène.

### Éclairage
Bob Wilson estime que « la partie la plus importante du théâtre » est la lumière. Il s'intéresse à la manière dont les images sont définies sur scène, cela étant lié à la lumière d'un objet ou d'un tableau. Il estime que la conception de l’éclairage peut réellement donner vie à la production. Le scénographe de son The CIVIL warS, Tom Kamm, décrit sa philosophie : « un décor pour Wilson est une toile sur laquelle la lumière frappe comme de la peinture ». Il explique :« Si vous savez éclairer, vous pouvez faire ressembler la merde à de l'or. Je peins, je construis, je compose avec la lumière. La lumière est une baguette magique. ».
Il est « le seul réalisateur majeur à être présenté comme concepteur d'éclairage » et est reconnu par certains comme « le plus grand artiste lumière de notre temps ». Il conçoit avec une lumière fluide plutôt qu'un motif intermittent, faisant ainsi de son éclairage « comme une partition musicale ». Les conceptions d'éclairage de Wilson présentent des « textures denses et palpables » et permettent « aux personnes et aux objets de surgir de l'arrière-plan ». Dans sa conception pour Quartett, Wilson utilise quatre cents signaux lumineux en seulement quatre-vingt-dix minutes.
Bob Wilson est un perfectionniste qui persiste à réaliser tous les aspects de sa vision. Il lui faut deux jours pour allumer un monologue de quinze minutes dans Quartett, tandis qu'un seul geste de la main lui prend près de trois heures. Ce souci du détail exprime sa conviction que « la lumière est l'acteur le plus important sur scène ». Lors d'une conversation avec l'expert en théâtre Octavian Saiu, on a demandé à Bob Wilson s'il était dérangé par le fait que son style soit souvent imité. Sa réponse a été que « le monde est une bibliothèque » et que, par conséquent, chaque artiste est libre d'emprunter à d'autres artistes.

Répétition de La Traviata au Musiktheater de Linz, 2015
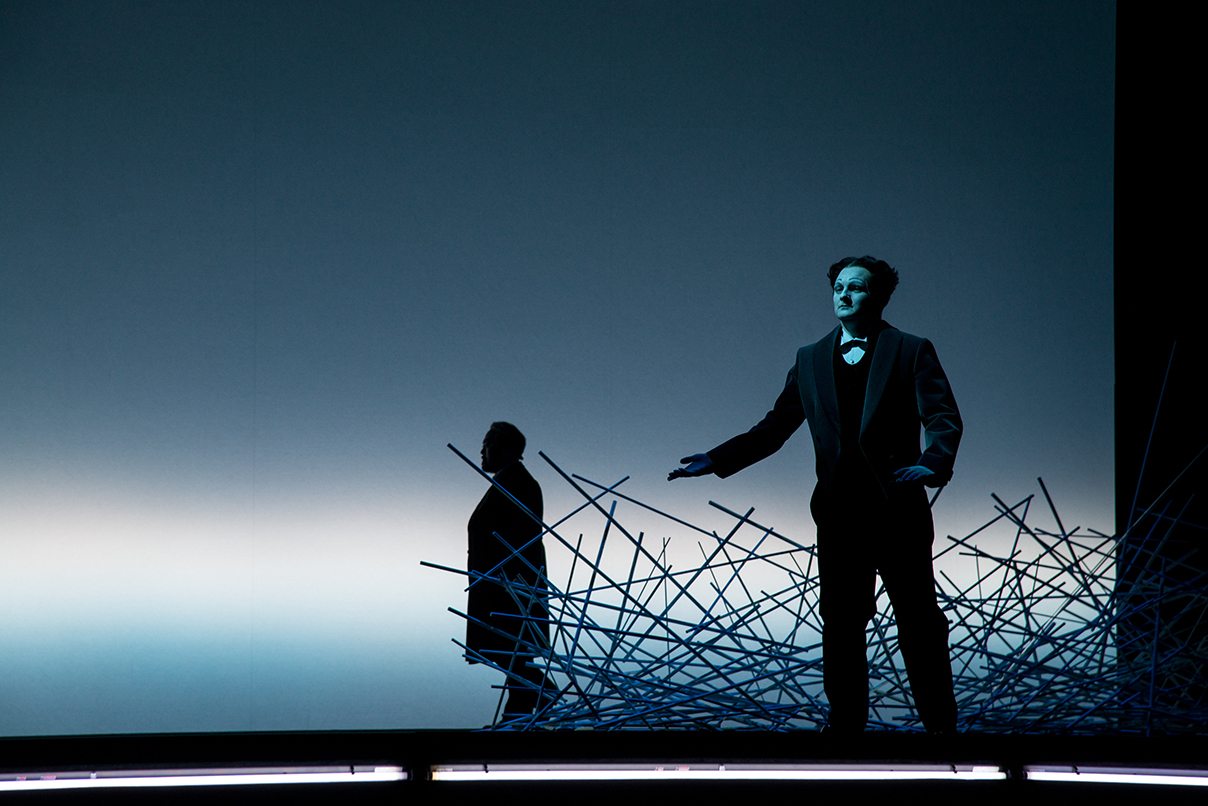
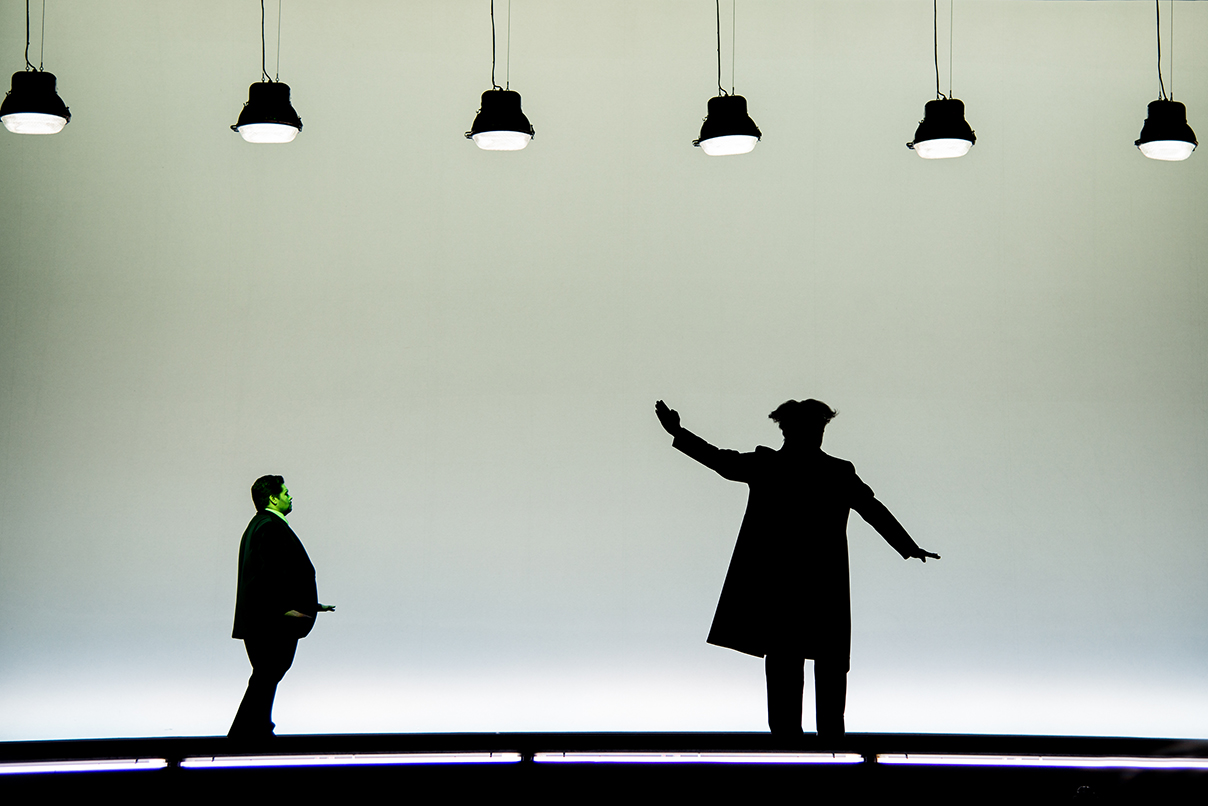
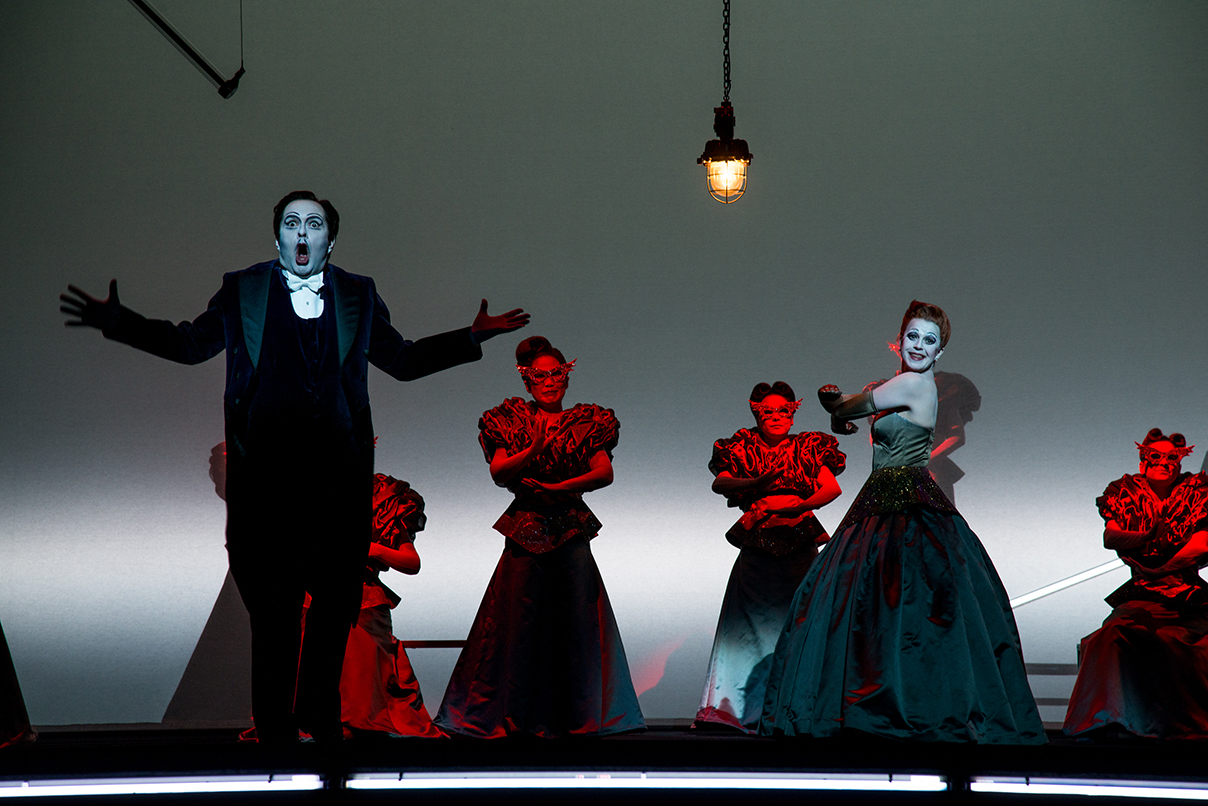
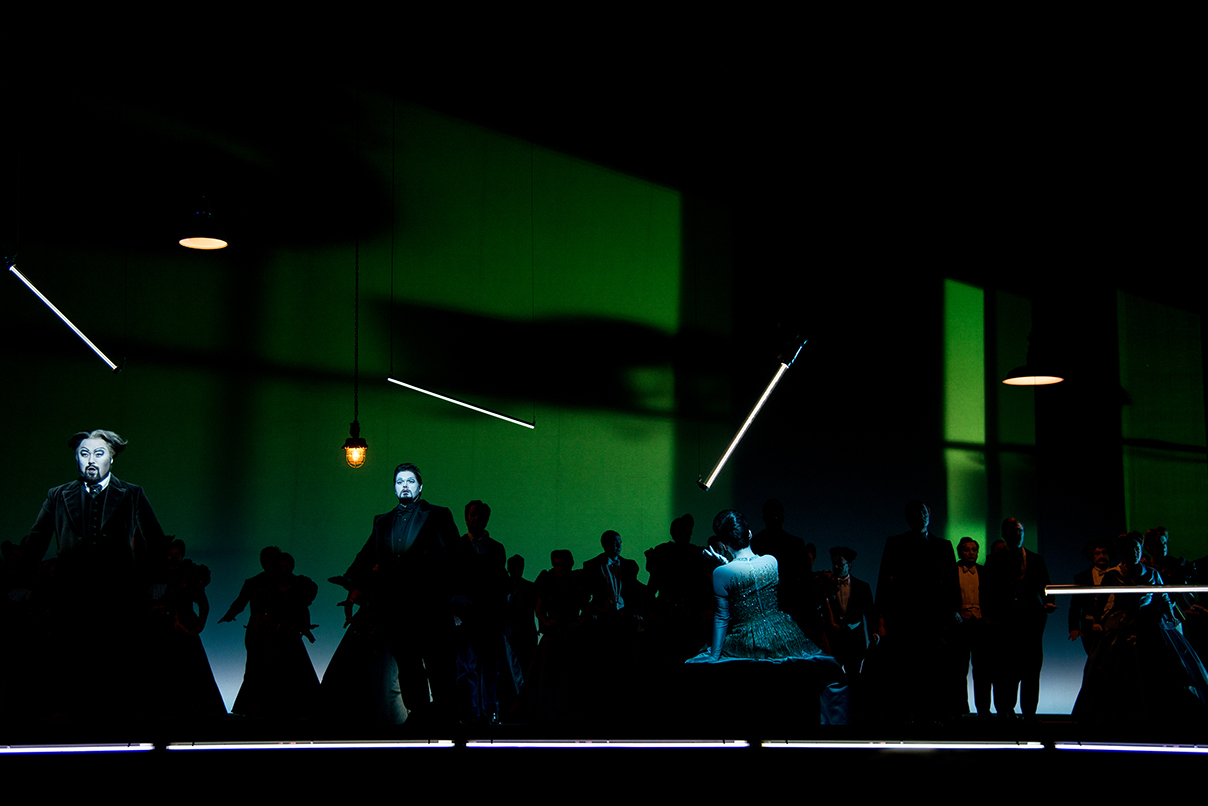
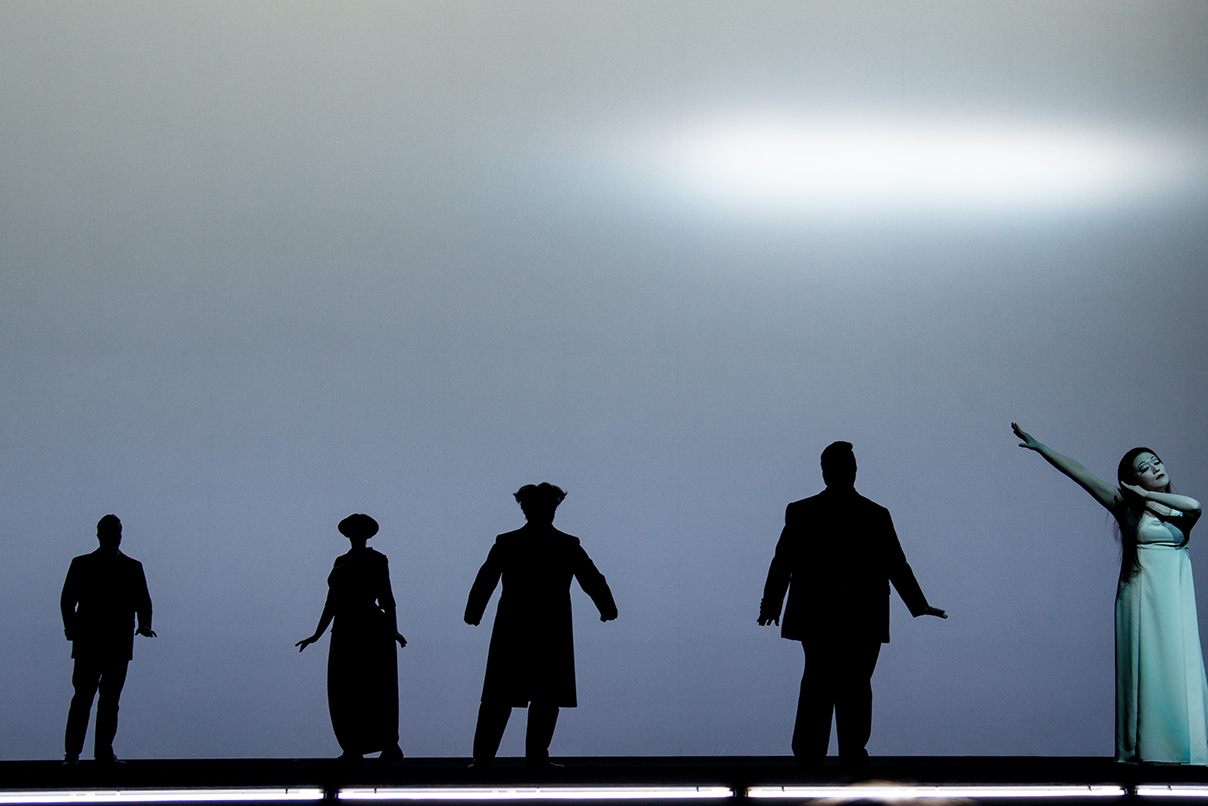

### Accessoires
L'intérêt de Wilson pour le design s'étend aux accessoires de ses productions, qu'il conçoit et dont il participe parfois à la construction. Qu'il s'agisse d'un meuble, d'une ampoule ou d'un crocodile géant, Wilson traite chacun comme une œuvre d'art à part entière. Il exige qu'un modèle grandeur nature de chaque accessoire soit construit avant la réalisation du modèle final, afin de « vérifier les proportions, l'équilibre et les relations visuelles » sur scène. Une fois qu'il a approuvé le modèle, l'équipe construit l'accessoire ; Bob Wilson est « réputé pour les renvoyer encore et encore jusqu'à ce qu'ils le satisfassent ». Il est si strict dans son souci du détail que lorsque Jeff Muscovin, son directeur technique pour Quartett, leur a suggéré d'utiliser une chaise en aluminium revêtue de bois plutôt qu'une chaise entièrement en bois, Wilson a répondu : « Non, Jeff, je veux des chaises en bois. Si nous les fabriquons en aluminium, elles ne sonneront pas correctement lorsqu'elles tomberont et heurteront le sol. Elles ressembleront à du métal, pas à du bois. Cela semblera faux. Assurez-vous simplement d'avoir du bois solide. Et pas de nœuds. »
Une telle attention aux détails et un tel perfectionnisme aboutissent généralement à une production coûteuse d’accessoires. « Les commissaires les considèrent comme des sculptures » et les accessoires sont vendus à des prix allant de « 4 500 $ à 80 000 $ ».

## Expositions
De nombreuses rétrospectives ont été présentées, notamment au centre national d'art et de culture Georges-Pompidou à Paris (1991) et au musée des Beaux-Arts (Boston) (1991). Bob Wilson a présenté des installations au Stedelijk Museum Amsterdam, au musée Boijmans Van Beuningen de Rotterdam (1993), au Clink Street Vaults de Londres (1995), à la Neue Nationalgalerie (2003), au musée Solomon-R.-Guggenheim de New York et au musée Guggenheim (Bilbao). Son hommage à Isamu Noguchi a été exposé au Seattle Art Museum et son exposition Voom Portraits a voyagé à Hambourg, Milan, Miami et Philadelphie. En 2012, Times Square Arts l'a invité à montrer des sélections de ses portraits vidéo de trois minutes sur plus de vingt écrans numériques bordant Times Square,. En 2013, il a participé à la Biennale de la Maison Blanche / Biennale de Thessalonique 4.
Bob Wilson est représenté exclusivement et dans le monde entier par RW Work, Ltd. (New York), et sa galeriste à New York est la Paula Cooper Gallery.

## Watermill Center
En 1991, Bob Wilson crée le Watermill Center sur le site d'un ancien laboratoire de Western Union dans l'East End de Long Island, New York. Initialement conçu comme « un laboratoire de spectacles », le Watermill Center propose toute l'année des résidences d'artistes, des programmes d'éducation publique, des expositions et des spectacles. Le centre est situé sur un terrain de jardins et de paysages conçus par Bob Wilson, et contient de nombreuses œuvres d'art collectionnées par celui-ci.

## Principales mises en scène
- 1970 : Handbill, Iowa City
- 1970 : Le Regard du sourd, Iowa City, (New York, Festival de Nancy, Paris, Rome, Amsterdam, en 1971)
- 1971 : Prologue au Regard du sourd, Espace Cardin, Paris
- 1972 : KA MOUNTAIN AND GUARDenia TERRACE : spectacle d'une durée de 7 jours, du 2 septembre à 0 h au 8 septembre à minuit (168 heures), au Festival des Arts de Chiraz (Iran)
- 1972 : "Ouverture" ou "Overture". Opéra-Comique, Paris, 1er Festival d'Automne. Spectacle de 24 heures, création sous forme d'ouverture de la pièce KA MOUNTAIN AND GUARDenia TERRACE : 5 novembre, "du lever au coucher du Soleil". Avec Madeleine Renaud.
- 1974 : à l’occasion du Festival de Spoleto, il travaille avec Temístocles López comme assistant à la mise en scène de son spectacle A Letter for Queen Victoria, joué à Broadway, qui fut un échec[13].
- 1976 : Einstein on the Beach de Philip Glass (1976). Création le 25 juillet 1976 Festival d'Avignon en France par le Philip Glass Ensemble
- 1982 : Great Day in the Morning, avec Jessye Norman, Théâtre des Champs-Élysées
- 1984 : The CIVIL warS de Philip Glass (1984). Création, mars 1984, Opéra de Rome (Italie).
- 1984 : Médée de Marc-Antoine Charpentier & Médée de Gavin Bryars, créations à l’Opera de Lyon
- 1986 : Hamlet-machine d'Heiner Müller, Théâtre Nanterre-Amandiers en 1987
- 1987 : Salome de Richard Strauss, Scala
- 1988 : Le Martyre de saint Sébastien de Claude Debussy d'après Gabriele D'Annunzio, MC93 Bobigny, Opéra Garnier
- 1990 : The Black Rider de William S. Burroughs, musique Tom Waits, d'après Der Freischütz, Thalia Theater Hambourg, Théâtre du Châtelet
- 1990 : Le Roi Lear de William Shakespeare, Schauspielhaus Francfort
- 1991 : Quand nous nous réveillerons d'entre les morts d'Henrik Ibsen, Cambridge
- 1991 : Parsifal de Richard Wagner, Opéra de Hambourg
- 1991 : La Flûte enchantée de Mozart, Opéra Bastille
- 1991 : Lohengrin de Richard Wagner, Opéra de Zurich
- 1991 : La Maladie de la mort de Marguerite Duras, Schaubühne Berlin
- 1992 : Alice de Paul Schmidt, d'après Lewis Carroll, Thalia Theater Hambourg
- 1993 : Orlando d’après Virginia Woolf, Théâtre Vidy-Lausanne, Odéon-Théâtre de l'Europe, avec Isabelle Huppert
- 1993 : Madame Butterfly de Giacomo Puccini, Opéra Bastille
- 1996 : Time Rocker, musique de Lou Reed
- L'Or du Rhin de Richard Wagner
- Le Ring de Richard Wagner, Théâtre du Châtelet
- 1997 : Perséphone, textes d'Homère, Brad Gooch, Maita di Niscemi; musique de Gioacchino Rossini et Philip Glass, Palais des Congrès, Taormine[65]
- 1997 : Pelléas et Mélisande de Claude Debussy, Opéra Bastille
- 1998 : Le Vol au-dessus l'océan de Bertolt Brecht, pour le Berliner Ensemble, Palais des Congrès, Taormine[66]
- 1999 : Le Songe d'August Strindberg, Théâtre national de Chaillot en 2000
- 2000 : POEtry de Bob Wilson, Thalia Theater Hambourg, Odéon-Théâtre de l'Europe
- 2001 : Woyzeck de Georg Büchner, Odéon-Théâtre de l'Europe
- 2001, 24 septembre : Winterreise de Franz Schubert, avec Jessye Norman, Théâtre du Châtelet
- 2004 : Les Fables de La Fontaine, Comédie-Française
- I La Galigo, poème épique bugis de l'île indonésienne de Sulawesi, à Singapour, Amsterdam, Barcelone, Madrid, Fourvière, Ravenne, New York, Jakarta, Melbourne (2004-2005)
- 2005 : La Tentation de saint Antoine de Bernice Johnson Reagon, Opéra Garnier
- 2006 : Quartett d'Heiner Müller, Odéon-Théâtre de l'Europe, avec Ariel Garcia-Valdès et Isabelle Huppert
- 2008 : La Passion selon saint Jean de Johann Sebastian Bach, Théâtre du Châtelet, Direction musicale, Emmanuelle Haïm, Chœur et orchestre Le Concert d'Astrée
- 2008 : La Femme sans ombre de Richard Strauss, Opéra Bastille
- 2009 : Madame Butterfly de Giacomo Puccini, Opéra Bastille
- 2009 : L'Opéra de quat'sous de Bertolt Brecht et Kurt Weill, Berliner Ensemble, Festival d'automne à Paris Théâtre de la Ville
- 2009 : Les Sonnets de Shakespeare (Shakespeares Sonette) de Shakespeare, sur une musique de Rufus Wainwright : Berliner Ensemble, reprise en 2010 au Festival Automne en Normandie
- 2010 : Oh les beaux jours de Samuel Beckett, Théâtre de l'Athénée-Louis-Jouvet
- 2011 : The Life and Death of Marina Abramovic, avec Marina Abramovic, Manchester International Festival, 9-16 July 2011, The Lowry, Manchester
- 2011 : Lulu de Frank Wedekind, Théâtre de la Ville avec le Berliner Ensemble, compositeur Lou Reed
- 2011 :  La Dernière Bande de Samuel Beckett, Athénée Théâtre Louis-Jouvet
- 2012 : Pelléas et Mélisande de Claude Debussy, Opéra Bastille (reprise)
- 2013 : The Old Woman de Daniil Kharms avec Willem Dafoe et Mikhaïl Barychnikov
- 2013 : Peter Pan de James Matthew Barrie avec le Berliner Ensemble, composition musicale CocoRosie
- 2014 : Madame Butterfly de Giacomo Puccini, Opéra Bastille (reprise)
- 2014 : L'incoronazione di Poppea de Claudio Monteverdi, Opéra Garnier
- 2014 : Les Nègres de Jean Genet, Odéon théâtre de l'Europe
- 2015 : Pelléas et Mélisande de Claude Debussy, Opéra Bastille (reprise)
- 2015 : Adam's Passion d'Arvo Pärt, Noblessner Foundry, Tallinn
- 2016 : Letter to a man d'après le journal de Vaclav Nijinski, avec Mikhaïl Baryshnikov, Maison de la danse (Nuits de Fourvière), Lyon
- 2016 : L'Arche de Noé racontée par Van Cleef & Arpels, Hôtel d'Evreux (Paris)
- 2017 : Hamletmachine d'Heiner Müller, avec les interprètes de l’Académie nationale d'art dramatique Silvio-D'Amico, Auditorium Parco della Musica, Rome[67]
- 2018 : Turandot de Giacomo Puccini, créée le 30 novembre 2018 au Teatro Real de Madrid
- 2019 : Jungle Book, Grand Théâtre de la ville du Luxembourg, 13ème art - Théâtre de la Ville - Paris
- 2019 : Mary said what she said de Darryl Pinckney, Théâtre de la Ville - Espace Cardin (Paris)

## Prix et distinctions
- 1971 et 1880 : Bourses de recherche Guggenheim 1971 et 1980
- 1971 : Drama Desk Awards du réalisateur exceptionnel pour Deafman Glance
- 1975 : Bourse de la fondation Rockefeller
- 1981 : Bourse du Asian Cultural Counci
- 1986 : Nomination pour le prix Pulitzer de l'œuvre théâtrale[68]
- 1987 : Sujet du documentaire Robert Wilson and the Civil Wars, réalisé par Howard Brookner[69]
- 1993 : Lion d'or pour la sculpture de la Biennale de Venise[70]
- 1996 : Prix Dorothy et Lillian Gish[70]
- 1996 : Membre de l'Académie des arts de Berlin[1]
- 1997 : Prix Europe pour le théâtre[71]
- 2000 : Élection à l'académie américaine des arts et des lettres[68]
- 2001 : Prix national de design pour l'ensemble de sa carrière[70]
- 2002 : Commandeur des Arts et des Lettres[70]
- 2005 : Doctorat honorifique de l'université de Toronto[68]
- 2009 : Prix Hein Heckroth – Réalisation d’une vie pour la conception scénique[68]
- 2009: Médaille des arts et des sciences de la ville de Hambourg[72]
- 2009 : Prix Trophée des Arts, Alliance française[14]
- 2013 : Doctorat honorifique de l'université de la ville de New York[68]
- 2013 : Remise du titre de Docteur honoris causa de l'université Sorbonne-Nouvelle Paris 3
- 2013 : Laurence Olivier Awards - Meilleur nouvel opéra pour Einstein on the Beach[73]
- 2013 : Médaille Paez des arts de VAEA
- 2023 : Praemium Imperiale[74]

### Prix Europe pour le Théâtre - Premio Europa per il Teatro
En 1997, il reçoit le Prix Europe pour le théâtre, en Taormine.